# Oñati

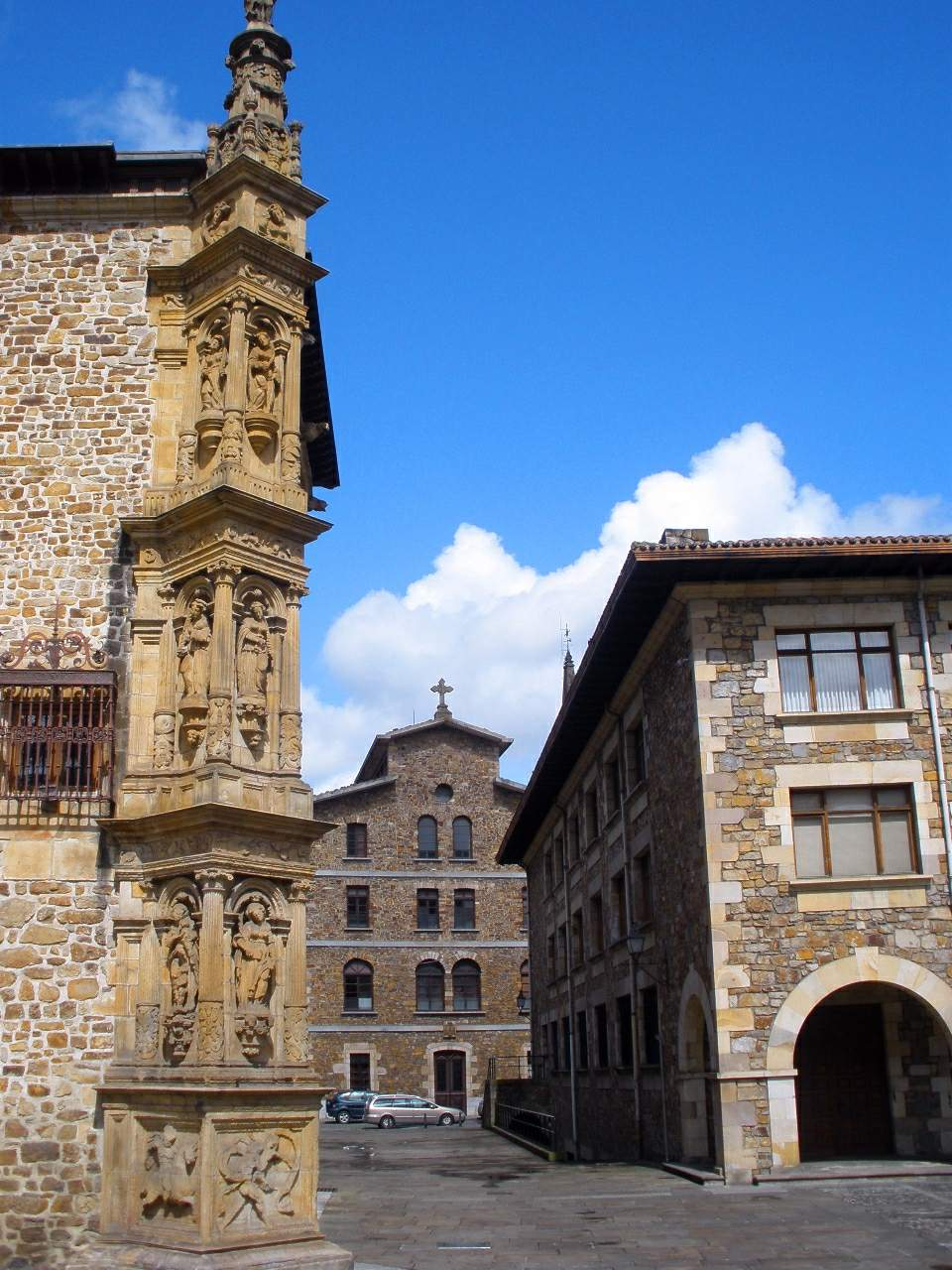
Universiteit van Oñati (Universidad Sancti Spiritus)

Oñati (Spaans: Oñate) is een gemeente in de Spaanse provincie Gipuzkoa in de regio Baskenland met een oppervlakte van 107 km². Oñati telt 11.348 inwoners (1 januari 2016).

## Monumenten
Oñati werd door de schilder Ignacio Zuloaga het Baskische Toledo genoemd. Deze vergelijking is weliswaar te vleiend voor het stadje, maar feit is dat het beschikt over enkele knappe monumenten.
- De Universidad Sancti Spiritus, is een prachtig gebouw uit de 16de eeuw, een van de belangrijkste renaissancemonumenten in Baskenland. Het portaal en de hoektorens van de voorgevel zijn rijkelijk versierd in de platereske stijl. Binnen zijn de patio, de kapel en het mudéjarplafond eveneens het vermelden waard. Tussen 1545 en 1901 was ze de eerste en enige universiteit van Baskenland. Heden ten dage herbergt het gebouw de administratieve diensten van de provincie Guipuzcoa en het Internationaal Instituut voor Gerechtelijke Sociologie.
- De San Miguel Arcángel is een gotische kerk opgetrokken in de 15de eeuw. De imposante neo-klassieke toren dateert uit de 18de eeuw, heeft op elke hoek vier gigantische heiligenbeelden en valt al van ver op. Vreemd is dat de kloostergang gebouwd is op een rivier. De buitenkant van de kloostergang behoort tot de platereske stijl. Binnen bevindt zich o.a. de kapel van de 'Piedad', waar de stichter van de universiteit, bisschop Rodrigo Mercado de Zuazola, zijn praalgraf heeft. Het hoofdretabel is barok en de crypte bevat een gotisch graf van albast.
- Het stadhuis ('Ayuntamiento') beheerst de andere kant van de plaza de los Fueros en is een mooi barok gebouw uit de 18de eeuw.
- Het klooster van Bidaurreta werd gesticht in 1510 en is opgetrokken in de gotisch isabelijnse stijl.

## Demografische ontwikkeling
Bron: INE; 1857-2011: volkstellingen

## Geboren
- Lope de Aguirre (1510-1561), de geduchte en gewelddadige veroveraar die in 1559 op expeditie vertrekt vanuit Peru om het mythische El Dorado te ontdekken. Op het witte doek werd hij onsterfelijk gemaakt door Werner Herzog. In zijn film Aguirre der Zorn Gottes vertolkt de Duitse acteur Klaus Kinski op grandiose wijze de ridder die van zijn tijdgenoten 'el Loco' als bijnaam kreeg.
- Jon Odriozola (1970), wielrenner
- Markel Irizar (1980), wielrenner

## Stedenband
- Guadalajara (Mexico)